# 大野鑑太
大野　鑑太（おおのあきとも）は、戦国武将。豊後大友氏家臣。豊後大野氏一族・庶流。

## 生涯
実父は諸説あるが、大野郷（現・大分県大野町）の土豪一族・大野勝太が通説である。生誕年は不明。諱の「鑑」の字は、大友義鑑からと推測される。府内館の警備（主に大門付近）を総括し、配下には4・5人を、貫高は20貫ほどを給されていたという。派手な服装を好んで酒癖が悪く、戦場でもその行いは改められなかった為、主君・大友義鎮により追放され、その後は行方不明となった。